# 아르투르 아빌라
아르투르 아빌라 코르데이루 지멜루(브라질 포르투갈어: Artur Ávila Cordeiro de Melo IPA: [aɾˈtuɾ ˈavilɐ koɾˈdejɾu d͡ʒi ˈmelu], 1979년 6월 29일~)는 브라질의 수학자이다. 브라질 최초로 수학의 노벨상이라고 불리는 필즈상을 마리암 미르자하니, 만줄 바르가바, 마르틴 하이러와 함께 2014년 대한민국 서울특별시에서 열린 세계 수학자 대회(ICM)에서 수상한 수학자이다. 주요 연구 분야는 동역학계 이론 및 스펙트럼 이론이다.

## 연구 및 수상
16세 때, 아르투르 아빌라는 1995년 국제수학올림피아드(IMO)에서 금메달을 수상하였고, 이후 IMPA에서 장학금을 받으면서 공부하였다. IMPA에서 수학 박사 학위를 받은 후, 수학자 생활을 본격적으로 시작하였다. 21세기 초부터 실적을 인정받기 시작하여, 2006년에는 살렘상 및 CNRS의 동메달을 받았다. 2008년에는 유럽 수학회상을 받은 10명 중 한 사람이었고, 2009년에는 파리 과학 아카데미의 에르브랑상을 수상했다. 2014년 대한민국 서울특별시에서 열린 세계 수학자 대회(ICM)에서 수학의 노벨상이라고 불리는 필즈상을 수상하였다.

## 학력
- 산토 아쿠스팅요 고등학교 (졸업)
- 리우데자네이루 연방 대학교 (학사)
- IMPA (석사)
- 1999년~2001년: IMPA (박사)

## 같이 보기
- 세계 수학자 대회
- 마리암 미르자하니
- 만줄 바르가바
- 마르틴 하이러
- 필즈상